# Bò sát-lưỡng cư học

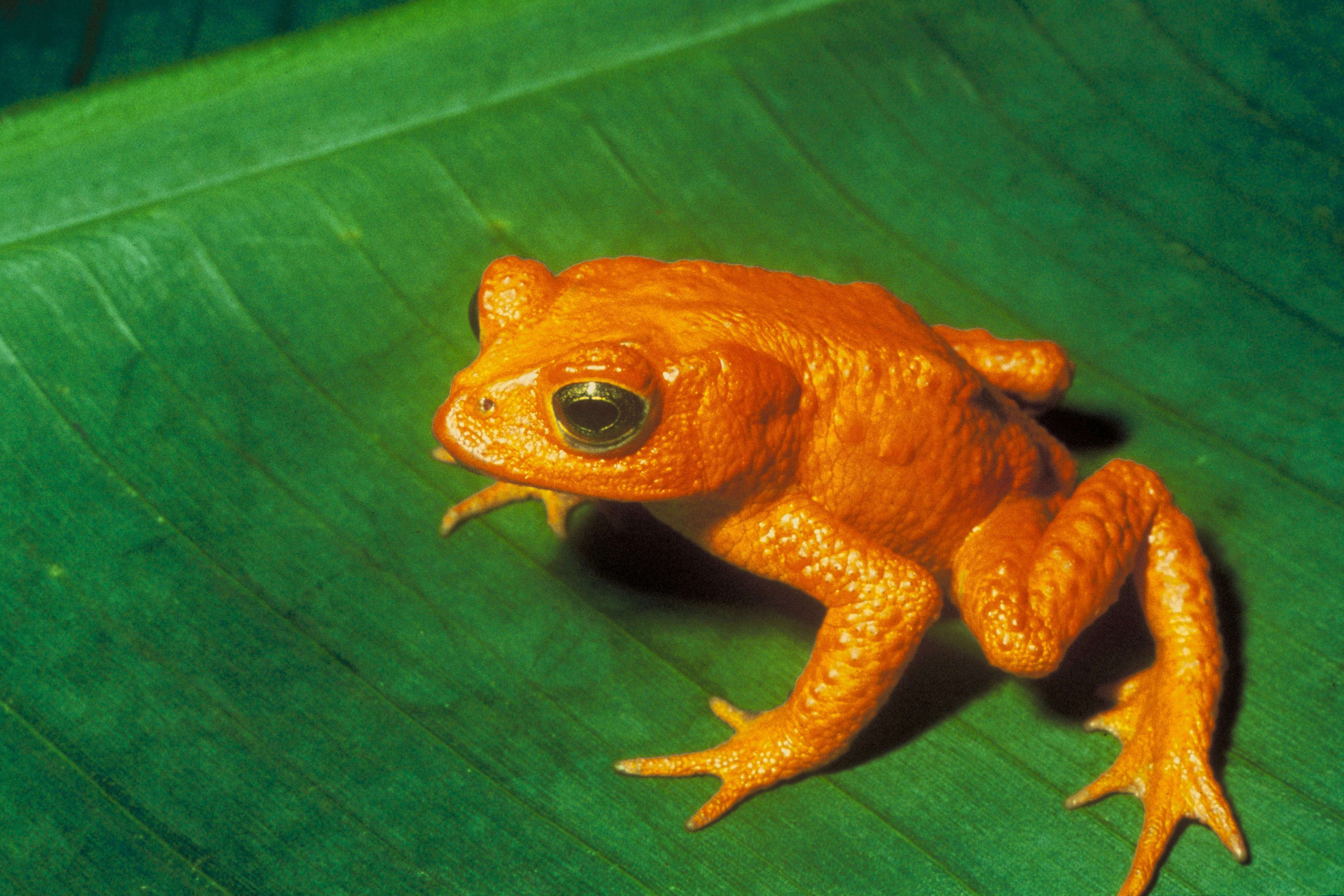
Một con cóc vàng đực

Bò sát, lưỡng cư học hay herpetology (từ tiếng Hy Lạp "herpein" có nghĩa là "bò") là một nhánh của động vật học. Giống như tên gọi đã chỉ ra, bộ môn này có liên quan đến nghiên cứu về động vật lưỡng cư (bao gồm ếch, cóc, sa giông, kỳ nhông và thành viên của bộ Không chân) và bò sát (bao gồm rắn, thằn lằn, amphisbaenidae, rùa, rùa đầm, rùa cạn, cá sấu, và tuatara). Những người nghiên cứu bộ môn được gọi tên là herper, nhà bò sát, lưỡng cư học.
Bò sát, lưỡng cư học là thường quan tâm nghiên cứu tới các động vật bốn chân, biến nhiệt và ngoại nhiệt. Theo định nghĩa này "herp" (bò sát, lưỡng cư) (hoặc đôi khi "herptile" hoặc "herpetofauna") không bao gồm cá, thế nhưng không hiếm các hiệp hội khoa học mà các nhà bò sát, lưỡng cư học và các nhà ngư học "hợp tác" với nhau, xuất bản tạp chí chung và tổ chức hội nghị để thúc đẩy sự trao đổi ý tưởng giữa các lĩnh vực, như Hiệp hội các nhà Bò sát, lưỡng cư học và Ngư học Hoa Kỳ. Nhiều hiệp hội Bò sát, lưỡng cư học cũng đã được thành lập để thúc đẩy sự quan tâm đến loài bò sát và động vật lưỡng cư, cả nuôi nhốt lẫn hoang dã.
Bò sát, lưỡng cư học mang lại lợi ích cho nhân loại trong nghiên cứu vai trò của động vật lưỡng cư và bò sát trong sinh thái toàn cầu, đặc biệt là do động vật lưỡng cư thường rất nhạy cảm với những thay đổi môi trường, cung cấp một cảnh báo rõ ràng cho con người rằng những thay đổi đáng kể đang diễn ra. Một số độc tố và nọc được sản xuất bởi loài bò sát và lưỡng cư rất hữu ích trong y học của con người. Hiện nay, một số nọc rắn đã được sử dụng để tạo ra các chất chống đông có tác dụng điều trị đột quỵ, đau tim và có thể làm dược liệu xạ trị.